# Lara Kipp
Lara Michaela Kipp (Innsbruck, 4 de octubre de 2002) es una deportista austríaca que compite en luge en la modalidad doble.
Ganó seis medallas en el Campeonato Mundial de Luge entre los años 2023 y 2025, y tres medallas de oro en el Campeonato Europeo de Luge, en los años 2024 y 2025.

## Palmarés internacional
| Campeonato Mundial | Campeonato Mundial    | Campeonato Mundial | Campeonato Mundial |
| Año                | Lugar                 | Medalla            | Prueba             |
| ------------------ | --------------------- | ------------------ | ------------------ |
| 2023               | Oberhof (Alemania)    | Medalla de plata   | Doble              |
| 2023               | Oberhof (Alemania)    | Medalla de plata   | Doble (velocidad)  |
| 2024               | Altenberg (Alemania)  | Medalla de oro     | Doble              |
| 2025               | Whistler (Canadá)     | Medalla de oro     | Doble              |
| 2025               | Whistler (Canadá)     | Medalla de oro     | Doble mixto        |
| 2025               | Whistler (Canadá)     | Medalla de plata   | Equipo             |
| Campeonato Europeo |                       |                    |                    |
| Año                | Lugar                 | Medalla            | Prueba             |
| 2024               | Igls (Austria)        | Medalla de oro     | Equipo             |
| 2025               | Winterberg (Alemania) | Medalla de oro     | Doble              |
| 2025               | Winterberg (Alemania) | Medalla de oro     | Equipo             |